# Irlanda de Sud

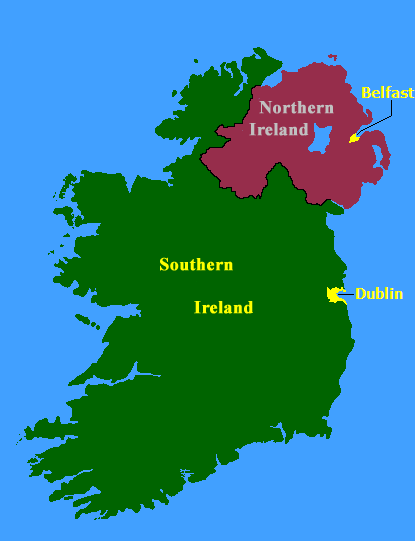
Irlanda de Nord și de Sud

Irlanda de Sud este numele părții de Sud a insulei Irlanda, care ocupa același teritoriu pe care astăzi se află Republica Irlanda. Ea a fost o regiune autonomă efemeră a Regatului Unit, proclamată la 3 mai 1921 și formal desființată pe 6 decembrie 1922.
Irlanda de Sud a fost fondată prin actul „Government of Ireland Act 1920”, împreună cu regiunea-soră, Irlanda de Nord. Se preconiza ca Irlanda de Sud să aibă următoarele instituții:
- Parlamentul Irlandei de Sud
- Guvernul Irlandei de Sud
- Curtea Supremă de Justiție a Irlandei de Sud
- Curtea de Apel a Irlandei de Sud; și
- Înalta Curte de Justiție a Irlandei de Sud.

Se mai preconiza ca Irlanda de Sud să împartă cu Irlanda de Nord următoarele instituții:
- Lord-Locotenentul Irlandei;
- Consiliul Irlandei; și
- Înalta Curte de Apel pentru Irlanda.